# غارنر (تكساس)
غارنر (بالإنجليزية: Garner, Texas)‏ هي unincorporated community of the United States of America تقع في الولايات المتحدة في مقاطعة باركر (تكساس).

## أعلام
- جاك إل. ونايت